# Hayato Kurosaki
Hayato Kurosaki (黒﨑 隼人 Kurosaki Hayato?), född 5 september 1996 i Tochigi prefektur, är en japansk fotbollsspelare.
Kurosaki började sin karriär 2019 i Tochigi SC. 2021 flyttade han till Oita Trinita.